# Adriano Design
Adriano Design è uno studio di design fondato dai fratelli architetti Davide e Gabriele Adriano nel 1997
I fratelli Adriano, laureati in architettura, sono stati docenti presso il Politecnico di Torino. Lo studio ha collaborato con aziende italiane ed internazionali come Foppapedretti, Scavolini, Olivetti, OgTM, Centro Ricerche FIAT, Bemis e Melitta e ha ricevuto numerosi riconoscimenti tra cui l'IF product design award, il Good Design Award, l'International Design Competition e il Compasso d’oro.
Lo studio si trova nel Cortile del Maglio, nel rione Borgo Dora di Torino.

## Principali prodotti
- Macchina per caffè espresso Sibilla per CMA Astoria (2000)
- Sollevatore telescopico per la movimentazione agricola Multifarmer per Merlo (2001)
- Lavandino per bambini Dino per Lazzari (2002)
- Fornello freestanding Mizzica! per Foppa Pedretti (2003)
- Ruota per arredo Rotola per OgTM (2004)
- Gelateria rotante Punto G per Industrie IFI (2005)
- Cioccolatiera con sistema di cottura a bagnomaria La Fonderia per Foppa Pedretti (2006)
- Macchina per caffè espresso Gemma per CMA Astoria (2007)
- Seduta urbana con connettibilità wi-fi Wifi per Colomer (2007)
- Macchina per caffè Settanta per CMA Astoria (2007)
- Collezione occhiali Adriano Design X VANNI per VANNI (2008)
- Tastiera per emoticon Bajca per Progind (2009)
- Macchina per la conservazione sottovuoto Takaje per Tre Spade (2009)
- Lampada in metacrilato Folha per Allĕ Design (2010)
- Spaghettiera in acciaio INOX Angiolina per Riva (2010)
- Tavolo con piano in cristallo A!Tavola per Bertolini (2010)
- Letto modulare A!Letto per Bertolini (2010)
- Macchina per caffè Gloria per CMA Astoria (2011)
- Carcetto 90ºMinuto Teckell per B.Lab Italia (2012)
- Calcetto in cristallo temperato Teckell per B.Lab Italia (2012)
- Stufa in ceramica Round Stack della collezione Stack Stoves per La Castellamonte (2012)
- Mobili modulari in ceramica e legno Keramos per CoProdotto (2012)
- Macchina per caffè HYbrid per CMA Astoria (2013)
- Robot multifunzione professionale Toollio per Tre Spade (2013)
- Tavolo da biliardo Filotto per Calma e Gesso (2014)
- Tavolo da ping-pong Lungolinea per Calma e Gesso (2014)
- Cappa Pura per CINEX (2014)
- Tavolo da biliardo Lungolinea per Teckell (2014)
- Rubinetto Deacca per la nascita di un nuovo marchio (2015)
- Occhiali QBSEE per la nascita di un nuovo marchio (2017)
- Bici Fuoripista per Elite (2017)
- Macchina per caffè Storm-4000 per CMA Astoria (2017)
- Cappa Sopra per Fabita (2019)
- Cappa Epoca per Fabita (2019)
- Cappa Linea per Fabita (2019)
- Mini cucina Battista per Fabita (2019)
- Cappa Enigma per Fabita (2019)
- Piano a induzione Ordine per Fabita (2019)
- Mini cucina Cucinotta per Fabita (2019)
- Rullo per allenamento indoor Tuo per Elite (2019)

## Premi e riconoscimenti
- Premio Design Café 2001 per macchina per caffè espresso Sibilla per CMA Astoria
- Premio speciale Tiziana Mascheroni al Premio Young&Design 2004 per fornello freestanding Mizzica! per Foppapedretti
- M Technology Award 2009 per Rotola Collection per OgTM
- Good Design Award 2009 per Rotola Collection per OgTM
- Good Design Award 2010 per pentola Angiolina per Riva
- IF product design award 2011 per tastiera per emoticon Bajca per Progind
- IF product design award 2011 per pentola Angiolina per Riva
- Design Plus Award 2011 per stufe Stack Stoves per La Castellamonte
- Design Plus Award 2013 per Thermostack per La Castellamonte
- Premio Compasso d'oro 2014 per macchina per la conservazione sottovuoto Takaje per Tre Spade
- Menzione d’onore Compasso d'oro ADI 2014 per Stack Stoves per Castellamonte
- IF product design award 2015 per cappa aspirante Pura per Cinex
- German Design Award 2017 per Dueacca per Verum Italy
- German Design Award 2018 per QBSEE
- Good Design Award 2018 per Storm per CMA Astoria
- German Design Award 2019 per Storm per CMA Astoria
- German Design Award 2019 per Pura Kitchen Hood per Fabita